# Populációinverzió
A statisztikus mechanikában populációinverzió akkor következik be, ha egy rendszerben (például atom- vagy molekulacsoportban) több részecske van nagyobb energiájú (gerjesztett) állapotban, mint kisebb energiájú (nem gerjesztett) állapotban. Az inverzió elnevezés eredete az, hogy számos ismert és gyakran előforduló fizikai rendszerben ez nem lehetséges. A fogalom alapvető jelentőségű a lézertudományban, mivel a populációinverzió előállítása a lézerműködés feltétele.

## Boltzmann-eloszlás és hőmérsékleti egyensúly
Ahhoz, hogy megértsük a populációinverzió fogalmát, szükséges némi termodinamikai ismeret és annak ismerete, hogy hogyan hat kölcsön a fény az anyaggal. Ehhez tekintsünk egy nagyon egyszerű esetet, melyben az atomok lézerközeget alkotnak.
Tegyük fel, hogy van egy N atomból álló csoportunk, melyben minden atom két energiaszint egyikén lehet: vagy
1. E1 energiájú alapállapotban, vagy
2. E2 energiájú gerjesztett állapotban, ahol E2 > E1.

Az alapállapotban levő atomok számát jelölje N1, a gerjesztett állapotúakét pedig N2. Mivel az összes atom száma N, így
{\displaystyle N_{1}+N_{2}=N}
A két állapot közötti energiakülönbség
{\displaystyle \Delta E_{12}=E_{2}-E_{1},}
határozza meg azt, hogy milyen {\textstyle \nu _{12}} frekvenciájú fény fog kölcsönhatásba lépni az atomokkal:
{\displaystyle E_{2}-E_{1}=\Delta E_{12}=h\nu _{12},}
ahol h a Planck-állandó.
Ha az atomcsoport hőmérsékleti egyensúlyban van, akkor a Maxwell–Boltzmann-statisztika alapján megmutatható, hogy a különböző állapotban levő atomok számának hányadosa a két Boltzmann-eloszlás hányadosa, azaz a Boltzmann-tényező:
{\displaystyle {\frac {N_{2}}{N_{1}}}=\exp {\frac {-(E_{2}-E_{1})}{kT}},}
ahol T az atomcsoport termodinamikai hőmérséklete, k pedig a Boltzmann-állandó.
Kiszámíthatjuk a két állapot szobahőmérsékleten (T ≈ 300 K) vett betöltöttségének arányát olyan ΔE energiakülönbség esetére, mely a látható fény frekvenciájának (ν ≈ 5·1014 Hz) felel meg. Ekkor ΔE = E2 − E1 ≈ 2,07 eV, és kT ≈ 0,026 eV. Mivel E2 − E1 ≫ kT, ezért a fenti egyenletben az exponenciális kifejezés kitevője nagy negatív szám, így N2/N1 elenyészően kicsi, azaz szinte nincs is gerjesztett állapotú atom. Látható tehát, hogy hőmérsékleti egyensúlyban több atom található az alacsonyabb energiaszinten, mint magasabb energiájú állapotban, és ez a rendszer normális állapota. T növekedésével a magasabb energiaszinten lévő elektronok száma (N2) nő, de hőmérsékleti egyensúlyban levő rendszerben N2 sohasem lesz nagyobb N1-nél; ehelyett végtelen hőmérsékleten az N2 és N1 populáció nagysága azonossá válik. Más szóval populációinverzió (N2/N1 > 1) nem alakulhat ki hőmérsékleti egyensúlyban levő rendszerben, ehhez a rendszert nem egyensúlyi állapotba kell vinni.

## A fény kölcsönatása az anyaggal
Jelen tárgyalás szempontjából atomok rendszere és a fény között háromféle kölcsönhatás lehetséges:

### Abszorpció
Ha ν12 frekvenciájú fény (fotonok) haladnak át az atomcsoporton, akkor előfordulhat, hogy a fényt egy alapállapotú elektron elnyeli, ami az elektront magasabb energiájú állapotba gerjeszti. A fényelnyelés mértéke egyenesen arányos a fénysugárzás intenzitásával és az alapállapotú atomok N1 számával.

### Spontán emisszió
Ha az atomok gerjesztett állapotban vannak, akkor spontán, az alapállapotba történő átmenet következik be, melynek sebessége egyenesen arányos a gerjesztett atomok N2 számával. A két állapot közötti ΔE21 energiakülönbséget az atom – a fenti frekvencia és energia közötti összefüggésnek megfelelően – ν21 frekvenciájú foton formájában sugározza ki.
A fotonok emissziója sztochasztikus folyamat, és a gerjesztett atomokból kilépő fotonok fázisa között nincs meghatározott kapcsolat, azaz a spontán emisszió inkoherens. Egyéb folyamat hiányában a gerjesztett állapotú atomok száma a t időpontban:
{\displaystyle N_{2}(t)=N_{2}(0)\exp {\frac {-t}{\tau _{21}}},}
ahol N2(0) a gerjesztett atomok száma a t = 0 időpontban, τ21 pedig a két állapot közötti átmenet átlagos élettartama.

### Indukált emisszió
Ha egy atom már gerjesztett állapotban van, akkor megzavarhatja egy olyan foton elhaladása, amelynek ν21 frekvenciája megfelel az atom gerjesztett és alapállapota közötti átmenet ΔE energiakülönbségének. Ebben az esetben a gerjesztett atom visszakerül alapállapotba, és kibocsát egy másik ν21 frekvenciájú fotont. Az eredeti fotont az atom nem nyeli el, az eredmény tehát két azonos frekvenciájú foton. Ez a folyamat az indukált emisszió.
Pontosabb leírás szerint a gerjesztett atom úgy fog viselkedni, mint egy kis elektromos dipólus, amely a külső elektromos térrel fog oszcillálni. Ennek az oszcillációnak az egyik következménye az, hogy elősegíti az elektronok kisebb energiájú állapotba történő átmenetét. Amikor ez egy foton elektromágneses terének hatására következik be, egy azonos fázisú foton emittálódik ugyanabban az irányban, mint az átmenetet kiváltó foton.
Az indukált emisszió sebessége arányos a gerjesztett állapotban levő atomok N2 számával, valamint a fénysugárzás sűrűségével. Albert Einstein kimutatta, hogy annak a valószínűsége, hogy egy foton egyetlen gerjesztett atomnál indukált emissziót okoz, pontosan megegyezik azzal a valószínűséggel, hogy egy alapállapotú atom egy fotont nyel el. Ezért ha az alap- és gerjesztett állapotú atomok száma azonos, akkor adott fénysűrűség mellett az indukált emisszió és az abszorpció sebessége egymással azonos.
Az indukált emisszió döntő fontosságú részlete az, hogy az indukált foton frekvenciája és fázisa a beeső fotonéval megegyezik. Más szóval a két foton koherens. Ez az a tulajdonság, amely lehetővé teszi az optikai erősítés létrejöttét és a lézerrendszerek előállítását. A lézer működése során mindhárom fent ismertetett fény-anyag kölcsönhatás előfordul. Kezdetben az atomok az alapállapotból gerjesztett állapotba jutáshoz energiát vesznek fel, ez az úgynevezett pumpálás. Ezen atomok egy része spontán emisszióval legerjesztődik, inkoherens, ν frekvenciájú fotonokat bocsátva ki. Ezeket a fotonokat – többnyire optikai rezonátorral – visszavezetik az aktív közegbe. A fotonok egy részét alapállapotú atomok nyelik el, ezek a lézerhatás számára elvesznek. Néhány foton azonban a gerjesztett atomok indukált emisszióját váltja ki, így újabb koherens foton lép ki. Ez tulajdonképpen optikai erősítést eredményez.
Ha az időegység alatt keletkező újabb (erősítő) fotonok száma nagyobb, mint az elnyelődő fotonoké, akkor a végeredmény folyamatosan növekvő számú foton keletkezése, ilyenkor azt mondjuk, hogy az aktív közeg erősítése egynél nagyobb.
Az abszorpció és indukált emisszió fenti leírásánál szerepelt, hogy ezen két folyamat sebessége rendre az alapállapotú atomok N1, illetve a gerjesztett atomok N2 számával arányos. Ha több részecske van alap-, mint gerjesztett állapotban (N1 > N2), akkor az abszorpció dominál, és a fotonok számma összességében csökken. Ha a két állapot betöltöttsége azonos (N1 = N2), akkor a fényelnyelés és a fénykibocsátás egymással egyensúlyban van.
Amikor a nagyobb energiájú állapotban van több részecske (N1 < N2), az emisszió van túlsúlyban, a rendszerben növekszik a fényintenzitás. Ezek alapján nyilvánvaló, hogy ahhoz az indukált emisszió aránya nagyobb legyen, mint az abszorpcióé, az szükséges, hogy a két állapot betöltöttségére teljesüljön az alábbi feltétel: N2/N1 > 1; azaz a lézerműködéshez populációinverzió szükséges.

## Kiválasztási szabályok
A kvantummechanika számos, az elektromágneses sugárzáshoz kapcsolódó átmenetet szigorúan tilt. A megengedett átmeneteket az úgynevezett kiválasztási szabályok adják meg, ezek írják le, hogy egy sugárzásos átmenet milyen feltételek mellett következhet be. Például egy átmenet csak akkor megengedett, ha ΔS = 0, ahol S a rendszer teljes spin-impulzusmomentuma. A valós anyagokban egyéb hatások, például a kristályráccsal történő kölcsönhatás révén alternatív mechanizmusok is lehetségesek, melyek megkerülik a formális szabályokat. Ilyen rendszerekben a tiltott átmenetek is előfordulhatnak, de a megengedett átmenetekhez képest ezek rendszerint kisebb intenzitásúak. Ennek klasszikus példája a foszforeszcencia, amikor is az anyagnak van egy S = 0 alapállapota, egy S = 0 gerjesztett állapota, és egy S = 1 köztes energiaszintje. A köztes energiaszintről az alapállapotba fénykibocsátással történő átmenet a kiválasztási szabályok miatt lassú. Emiatt a fénykibocsátás a külső megvilágítás megszűnte után is folytatódhat. Ezzel szemben az anyagok fluoreszcenciájakor a fénykibocsátás megszűnik a külső megvilágítás eltávolításakor.
Azon átmenetekre, melyekben nem nyelődik el vagy bocsátódik ki sugárzás, nem vonatkoznak a kiválasztási szabályok. Az energiaszintek közötti sugárzás nélküli, például a gerjesztett S = 0 és S = 1 állapotok közötti átmenetek elég gyorsan bekövetkezhetnek ahhoz, hogy az S = 0 populáció egy részét eltávolítsa, mielőtt az spontán visszatérne az alapállapotba.
Az, hogy az anyagokban köztes energiaszintek legyenek, nélkülözhetetlen a lézerek pumpálásához (lásd alább)

## Populációinverzió létrehozása
Mint fentebb írtuk, a populációinverzió nélkülözhetetlen a lézerműködéshez, de nem érhető el a két energiaszintű elméleti atomcsoportunkban, ha az hőmérsékleti egyensúlyban van. Valójában bármely eljárás, mely az atomokat közvetlenül és folyamatosan alapállapotból gerjesztett állapotba viszi – például a fényelnyelés –, végül egyensúlyba kerül a spontán és indukált emisszió miatti legerjesztődéssel. A legjobb esetben is csak a két állapot egyforma betöltöttsége (N1 = N2 = N/2) érhető el, ami még nem elegendő a fényerősítéshez.

### Háromnívós lézer

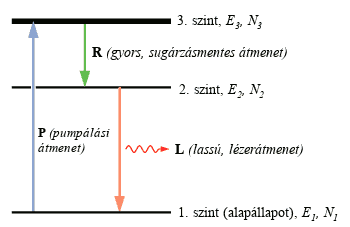
Egy háromnívós lézer energiadiagramja

A nem egyensúlyi feltételek létrehozásához a gerjesztett állapotot indirekt módon kell betölteni. Ennek megértéséhez tekintsünk egy valóságosabb modellt, a háromnívós lézert. Tekintsünk ismét N atomot, melyek mindegyike most három energiaszinten lehet, ezek jele 1, 2 és 3, energiájuk E1, E2 és E3, populációjuk pedig rendre N1, N2 és N3.
Feltételezzük, hogy E1 < E2 < E3; azaz a 2. energiaszint az alapállapot és a 3. szint közé esik.
Kezdetben a rendszer atomjai hőmérsékleti egyensúlyban vannak, többségük alapállapotú, azaz N1 ≈ N, N2 ≈ N3 ≈ 0. Ha most az atomokat {\displaystyle \scriptstyle \nu _{13}\,=\,{\frac {1}{h}}\left(E_{3}-E_{1}\right)} frekvenciájú fénnyel sugározzuk be, akkor fényelnyelés révén az elektronok alapállapotból a 3. szintre gerjesztődnek. Ezt a folyamatot pumpálásnak nevezik. A pumpálás nem mindig fényelnyelés útján történik, a lézerközeg más eljárással, például elektromos kisüléssel vagy kémiai reakcióval is gerjeszthető.
Ha folyamatosan pumpáljuk az elektronokat, akkor észrevehető számban gerjesztődnek a 3-as szintre, azaz N3 > 0. Ahhoz, hogy egy közeg alkalmas legyen lézerműködésre, szükséges, hogy ezek a gerjesztett atomok gyorsan a 2-es szintre kerüljenek át. Ennek az átmenetnek az energiája távozhat foton formájában (spontán emisszió) is, de a gyakorlatban a(z ábrán R-rel jelölt) 3→2 átmenet rendszerint sugárzás nélküli, az energia a hordozóanyag környező atomjainak rezgőmozgásába kerül át (hő), foton nem keletkezik.
A 2-es szinten levő elektron spontán emisszióval alapállapotba juthat, ha ν12 frekvenciájú fotont bocsát ki (a frekvencia az E2 – E1 = hν12 egyenletből számolható), ezt az ábrán az L-lel jelölt átmenet, az úgynevezett lézerátmenet jelöli. Ha ennek az átmenetnek a τ21 élettartama sokkal hosszabb, mint a sugárzás nélküli 3→2 átmenet τ32 élettartama (azaz τ21 ≫ τ32), akkor az E3 szint betöltöttsége szinte nulla lesz (N3 ≈ 0), és a gerjesztett atomok a 2-es szinten fognak felgyűlni (N2 > 0). Ha több, mint az N atomok fele ebbe az állapotba kerül, akkor számuk meg fogja haladni az alapállapotú atomok N1 számát, azaz populációinverzió (N2 > N1) következik be az 1-es és 2-es szint között, a ν21 frekvencián tehát optikai erősítés érhető el.
Mivel a populációinverzióhoz az atomok több mint felét gerjesztett állapotba kell juttatni, a lézerközeget nagyon erősen kell pumpálni. Emiatt a háromnívós lézerek – bár ez volt az elsőként, 1960-ban megalkotott lézertípus (rubinlézer, Theodore Maiman) – hatásfoka elég kicsi. A háromnívós lézerekben előfordulhat sugárzásos átmenet is a 3-as és 2-es szint között, és sugárzásmentes átmenet a 2-es és 1-es szint között. Ebben az esetben a pumpálással szemben támasztott elvárások kisebbek. A gyakorlatban a lézerek nagy része az alább ismertetett négynívós lézerek közé tartozik.

### Négynívós lézer

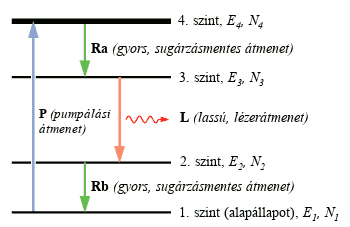
Egy négynívós lézer energiadiagramja

Ebben az esetben négy energiaszint létezik, E1, E2, E3, E4, ezek betöltöttsége N1, N2, N3, N4. Az egyes szintek energiájára teljesül, hogy E1 < E2 < E3 < E4.
Ebben a rendszerben a P pumpálás az alapállapotú atomokat (1. szint) a pumpálási sávba (4. szint) gerjeszti. A 4. szintről az atomok itt is gyors, Ra nem sugárzó átmenettel a 3. szintre kerülnek. Mivel az L lézerátmenet élettartama az Ra-éhoz képest hosszú (τ32 ≫ τ43), a 3. energiaszinten (felső lézerszint) felgyűlnek az atomok, melyek spontán vagy indukált emisszióval a 2. szintre (alsó lézerszint) jutnak. Erről a szintről ugyancsak gyors, nem sugárzó Rb átmenettel kerülnek alapállapotba.
Mint az előző esetben is, a gyors, sugárzásmentes átmenet révén a pumpálási sáv gyorsan kiürül (N4 ≈ 0). A négynívós lézerben az E2 alsó lézerszinten lévő atomok is gyorsan legerjesztődnek, így ebben az állapotban is elhanyagolható a betöltöttség (N2 ≈ 0). Ez fontos, mivel bármilyen érzékelhető, a 3. szinten, azaz a felső lézerszinten elért betöltöttség populációinverziót jelent a 2. szinthez képest. Azaz mindaddig, amíg N3 > 0, teljesül, hogy N3 > N2, és populációinverzió áll fenn. Így optikai erősítés és lézerműködés történhet a ν32 (E3-E2 = hν32) frekvencián.
Mivel a populációinvezióhoz csak néhány atomot kell a felső lézerszintre gerjeszteni, a négynívós lézerek sokkal hatékonyabbak, mint a háromnívósak, a legtöbb gyakorlati lézer ebbe a csoportba tartozik. A valóságban négynél jóval több energiaszint is részt vehet a lézerfolyamatban, a szintek között komplex gerjesztési és relaxációs folyamatokkal. Főként a pumpálási szint lehet több különálló energiaszint összessége vagy egy energiasáv, ami széles hullámhossztartományban lehetővé teszi a fénnyel történő pumpálást.
Vegyük észre, hogy mind a három-, mind a négynívós lézereknél nagyobb a pumpálási átmenet energiája, mint a lézerátmeneté. Ez azt jelenti, hogy ha a lézert fénnyel pumpáljuk, akkor a pumpáló fény frekvenciája nagyobb, mint a kapott lézerfényé. Más szóval a pumpálási hullámhossz kisebb, mint a lézer hullámhossza. Néhány közegben megvalósítható, hogy több foton abszorpciójával, több kisebb energiájú átmenet révén érjék el a pumpálási szintet, az ilyen lézereket felkonvertáló lézereknek nevezik.
Noha számos lézerben a lézerfolyamat a fentebbi modellben ismertetett módon, atomok különböző energiájú elektronállapotok közötti átmenetén alapul, lézerhatást nem csak ezzel a mechanizmussal lehet kelteni. Számos olyan lézer van (például festéklézerek, szén-dioxid lézer), amelyekben az aktív közeg komplett molekulákból áll, és az energiaszintek a molekulák rezgési és forgási módusainak felelnek meg. Ilyen a természetben előforduló vízmézer.

## A populációinverzió elérésének további lehetőségei
Az indukált emissziót először az elektromágneses spektrum mikrohullámú tartományában figyelték meg, innen ered a mézer kifejezés (az angol MASER, Microwave Amplification by Stimulated Emission of Radiation betűszó nyomán). A mikrohullámú tartományban a molekulák energiaállapotainak Boltzmann-eloszlása olyan, hogy szobahőmérsékleten majdnem minden energiaszint egyforma mértékben van betöltve.
Ahhoz, hogy ilyen körülmények között populációinverzió alakuljon ki, néhány atomot vagy molekulát – a tulajdonságaik közötti különbség alapján – szelektíven el kell távolítani a rendszerből. A hidrogénmézerben például az atomos hidrogén jól ismert 21-es átmenetét – mely a magányos elektron spinjének az atommag spinjével párhuzamos vagy azzal ellentétes irányba mutató állása közötti átmenetnek felel meg – használják fel populációinverzió létrehozására, mert a párhuzamos spinű állapot mágneses momentummal rendelkezik, az ellentétes spinű állapotnak viszont nincs mágneses momentuma. Erős, inhomogén mágneses térben a magasabb energiaszinten levő atomok kiválaszthatók a kevert állapotú atomokat tartalmazó nyalábból. Az így elválasztott atomcsoport populációinverziót mutat, mely indukált emisszióba vihető.

## Fordítás
- Ez a szócikk részben vagy egészben  a   Population inversion című angol Wikipédia-szócikk ezen változatának fordításán alapul.  Az eredeti cikk szerkesztőit annak laptörténete sorolja fel. Ez a jelzés csupán a megfogalmazás eredetét és a szerzői jogokat jelzi, nem szolgál a cikkben szereplő információk forrásmegjelöléseként.